# Mark Philippoussis
Mark Anthony Philippoussis (Melbourne, 7. studenog 1976.) je australski tenisač. Rođen je u Melbourneu, a školovao se na koledžu Maribyrnong. Mark je počeo igrati tenis kad mu je bilo šest godina, a od samih početaka trenirao ga je otac Nick. Tenisom se počeo profesionalno baviti 1994. Otac mu je podrijetlom grk, dok mu je majka talijanskog podrijetla.
Godine 1995., u dobi od 19, bio je najmlađi igrač na kraju godine među 50 na ATP ljestvici. U 1996., igra 4. kolo u pojedinačnoj konkurenciji na Australian Openu prethodno pobijedivši Petea Samprasa u 3. kolu, a sa sunarodnjakom Patrickom Rafterom doseže 2. kolo u konkurenciji parova. Najbolji rezultat na Grand Slamu u pojedinačnoj konkurenciji ostvario je 1998. kada je igrao finale US Opena i 2003. kada je igrao finale Wimbledona.
Dana 25. svibnja 1997., postigao je osobni rekord prilikom serviranja, "ispalivši" servis brzinom od 229 km/h.
Tijekom svoje karijere, Mark je bio poznat kao jedan od najboljih servera na turneji. Ukupno je u karijeri osvojio 11 naslova u pojedinačnoj konkurenciji i 3 naslova u konkurenciji parova.

## Vanjska poveznica
- Profil na ATP-u